# William Crapo Durant

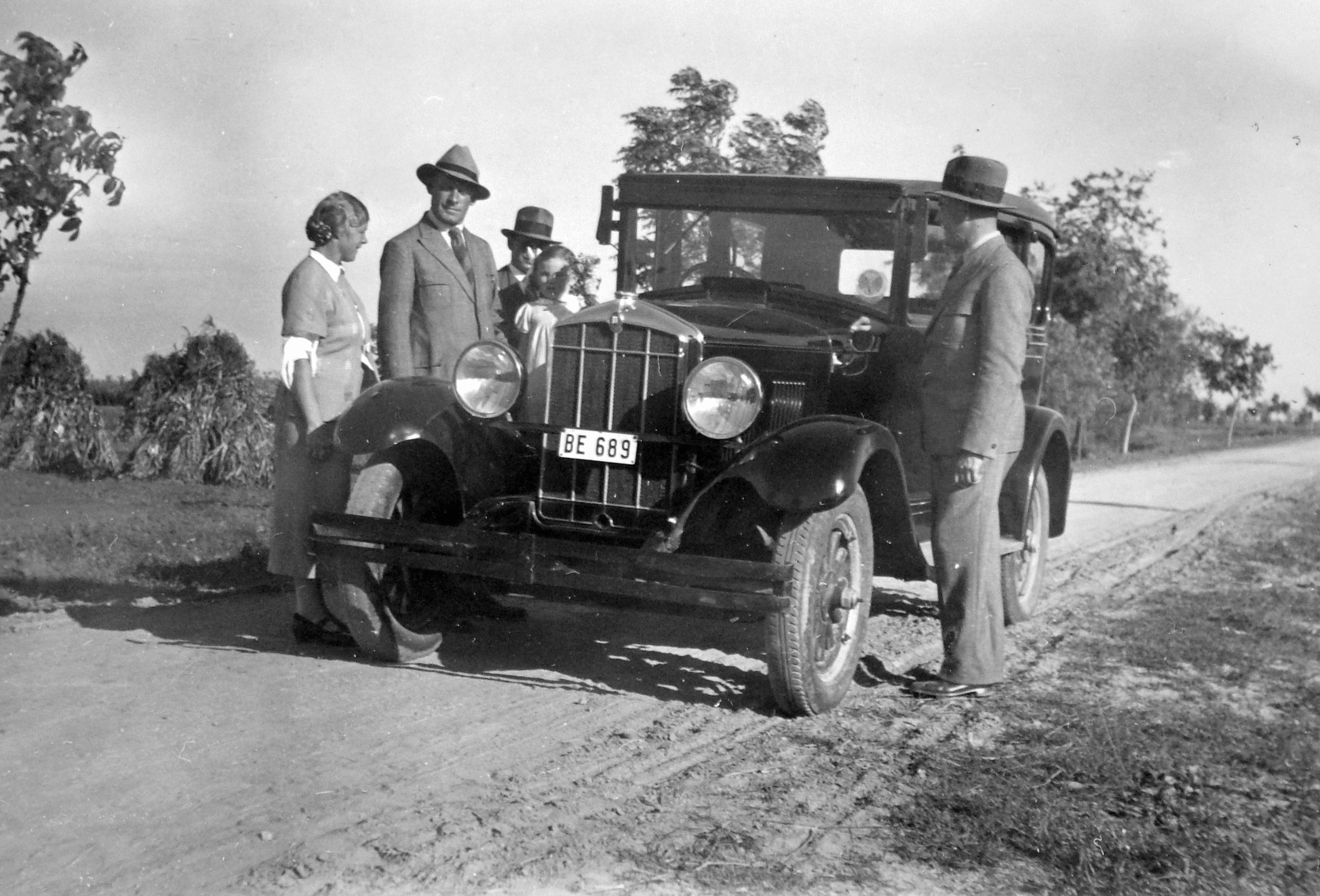
Automóvil de la marca Durant

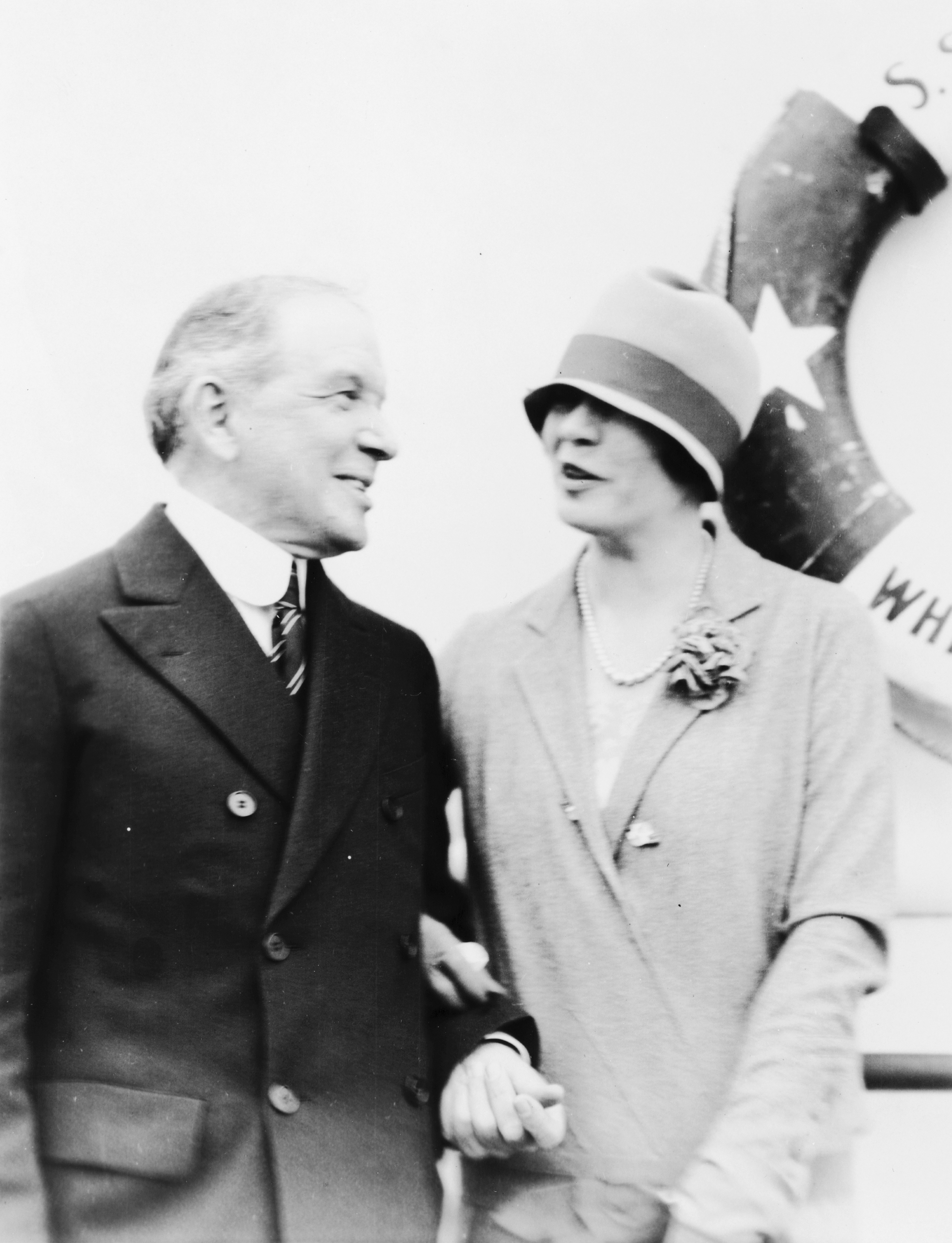
Durant con su esposa

William Crapo «Billy» Durant (Boston, 8 de diciembre de 1861 - Nueva York, 18 de marzo de 1947) fue un industrial estadounidense, fundador de la compañía automovilística General Motors. Creó el sistema de grupo empresarial multimarca con diferentes líneas de automóviles.

## Primeros años
Nacido en Boston, era nieto del gobernador de Míchigan Henry H. Crapo. William había dejado la educación secundaria, pero aun así se había convertido en el fabricante líder de vehículos tirados por caballos hacia 1890, con base en Flint, Míchigan. Cuando llegó a gerente general de Buick en 1904, logró un éxito similar y pronto fue presidente de esta compañía de vehículos de motor. En 1908 fue cofundador de la General Motors junto con Charles Stewart Mott, que también procedía del negocio de los carruajes de caballos. Durant vendió rápidamente sus acciones, y con los beneficios compró Oldsmobile. Poco después le siguieron las adquisiciones de Oakland (posteriormente Pontiac) y Cadillac.

### General Motors y Chevrolet
En 1910, Durant se sobreextendió financieramente y los bancos asumieron el control de sus empresas, sacándolo de la administración de GM. Entonces formó una sociedad con Louis Chevrolet en 1911 y fundó la compañía Chevrolet, recuperando el control de GM en 1918 tras otra fusión después de una guerra subsidiaria comercial, aunque perdió para siempre sus intereses en DuPont. En 1919 sería expulsado de nuevo de la compañía, esta vez definitivamente, ante el colapso de las ventas de los nuevos modelos.

### Durant Motors y la Gran Depresión
En 1921 estableció una nueva compañía, Durant Motors, adquiriendo más tarde una serie de compañías cuyos automóviles apuntaban a diferentes mercados. La marca más barata era la Star, dirigida a personas que de otra manera comprarían el obsoleto Ford T, mientras que los automóviles Durant eran del mercado medio, la línea Princeton (diseñada, hecha prototipo, y promocionada pero nunca producida) debería competir con Packard y Cadillac, y el ultralujoso Locomobile era la cima de la gama. Sin embargo, fue incapaz de repetir su antiguo éxito, y los problemas financieros del desplome de Wall Street de 1929 y la Gran Depresión fueron fatales cuando la compañía quebró en 1933.
En los años veinte, Durant llegó a ser un actor importante en Wall Street y en el Jueves Negro se unió con miembros de la familia Rockefeller y otros gigantes financieros para comprar grandes cantidades de acciones para manifestar al público su confianza en el mercado bursátil. Su esfuerzo probó ser costoso y fracasó en detener la caída del mercado.
Tras la caída de Durant Motors, Durant y su segunda esposa vivían de una pequeña pensión proporcionada por Alfred P. Sloan a nombre de General Motors. Administró una bolera en Flint, Míchigan, hasta su muerte.